# Académie des mines de Schemnitz
L'Académie des mines de Schemnitz est une ancienne académie minière autrichienne, puis hongroise, fondée en 1762 à Schemnitz (en hongrois: Selmec ; en slovaque: Banská Štiavnica), dans l'actuelle centre de la Slovaquie, active officiellement jusqu'en 1919.
Il s'agit de la première institution technologique ou université technique au monde proposant un enseignement technique supérieur.

## Histoire
En date du 22 juin 1735 est officialisée par la Chambre du tribunal de Vienne la fondation dans la ville d'un institut d'enseignement (Bergschule, Berg Schola) dont la mission est la formation professionnelle pour les mines et la métallurgie. La Bergschule propose alors une période de formation de deux ans. 
Devant l'important développement des sciences naturelles, l'institut est profondément réorganisé et s'agrandit à partir de 1763. Achevée en 1770, l'école passe à une formation de trois ans et est élevée par l'impératrice Marie-Thérèse au rang d'académie avec le nom de Bergakademie, soit académie des mines et de métallurgie. Son but est de former des spécialistes de l'extraction de l'argent, de l'or et de la métallurgie pour les mines de la région et tout le pays, tant concernant l'accomplissement des tâches de production que celles administratives et juridiques. 

En 1846, l'institut forestier, fondé en 1808, y est rattaché. On trouve alors au sein de l'académie de nombreux enseignants et professeurs de renommée mondiale : Sámuel Mikoviny (en), Nikolaus Joseph von Jacquin, Giovanni Antonio Scopoli, Christoph Traugott Delius (de), Christian Doppler, István Farbaky (hu), Emil Herrmann (hu), Antal Kerpely (hu).
L'académie des mines et de métallurgique de Schemnitz est le prédécesseur légal de l'Université de Miskolc et de celle de Sopron. Le nom d'Académie cesse officiellement en 1904 pour celui d'Ecole supérieure (főiskola en hongrois). Elle est contrainte de cesser ses activités à la suite de l'effondrement et du démantèlement de l'Autriche-Hongrie après la Première Guerre mondiale et déménage à Sopron en 1919.

## Professeurs et autres enseignants avant 1848
Chaire de chimie, minéralogie et métallurgie :
- 1763–1769 Nikolaus Joseph von Jacquin
- 1769-1777 Giovanni Antonio Scopoli
- 1779–1792 Antal Ruprecht (en)
- 1792–1810 Michel Ignaz Patzier
- 1810-1820 Michael Höring
- 1820-1835 Alois Wehrl (de)
- 1835–1837 Joseph Ertl (comme remplaçant)
- 1837-1851 Joseph Bachmann

Chaire de mathématiques et de physique :
- 1765–1771 Nicolaus Poda von Neuhaus
- 1771–1780 Carl Thierenberger
- 1780-1788 Johann Baptist Szeleczký
- 1788-1790 Karl Haidinger (de)
- 1791–1792 Johann Lill (comme remplaçant)
- 1792-1798 Andréas Prybila
- 1798-1805 Johann Möhling
- 1805–1809  Franz Reichetzer (de)
- 1809-1833 Joseph Schitko
- 1834–1841 János Adriany (hu) (comme remplaçant)

- 1841–1847 György Nyáry (comme remplaçant)
- 1847-1849 Christian Doppler

Chaire de sciences des mines et droit minier :
- 1770-1772 Christoph Traugott Delius (de)
- 1772–1777  Johann Thaddäus Anton Peithner von Lichtenfels (de)
- 1777-1809 enseignement alternatif par des professeurs de mathématiques et de chimie
- 1809–1812 Franz Xaver Reichetzer
- 1812–1841 Johann Népomucène Lang von Hanstadt
- 1841–1844 Ferdinand Landerer (comme remplaçant)
- 1844–1849 János Adriany (hu) (comme remplaçant jusqu'en 1847)

Institut forestier :
- 1808-1832 Heinrich David Wilckens (hu)
- 1835–1847 Rudolf von Feistmantel (de)

## Galerie

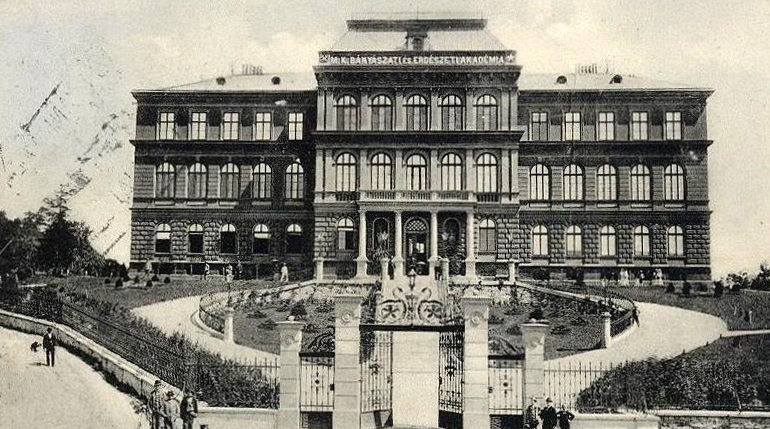
L'Académie sur une ancienne carte postale (avant 1918)
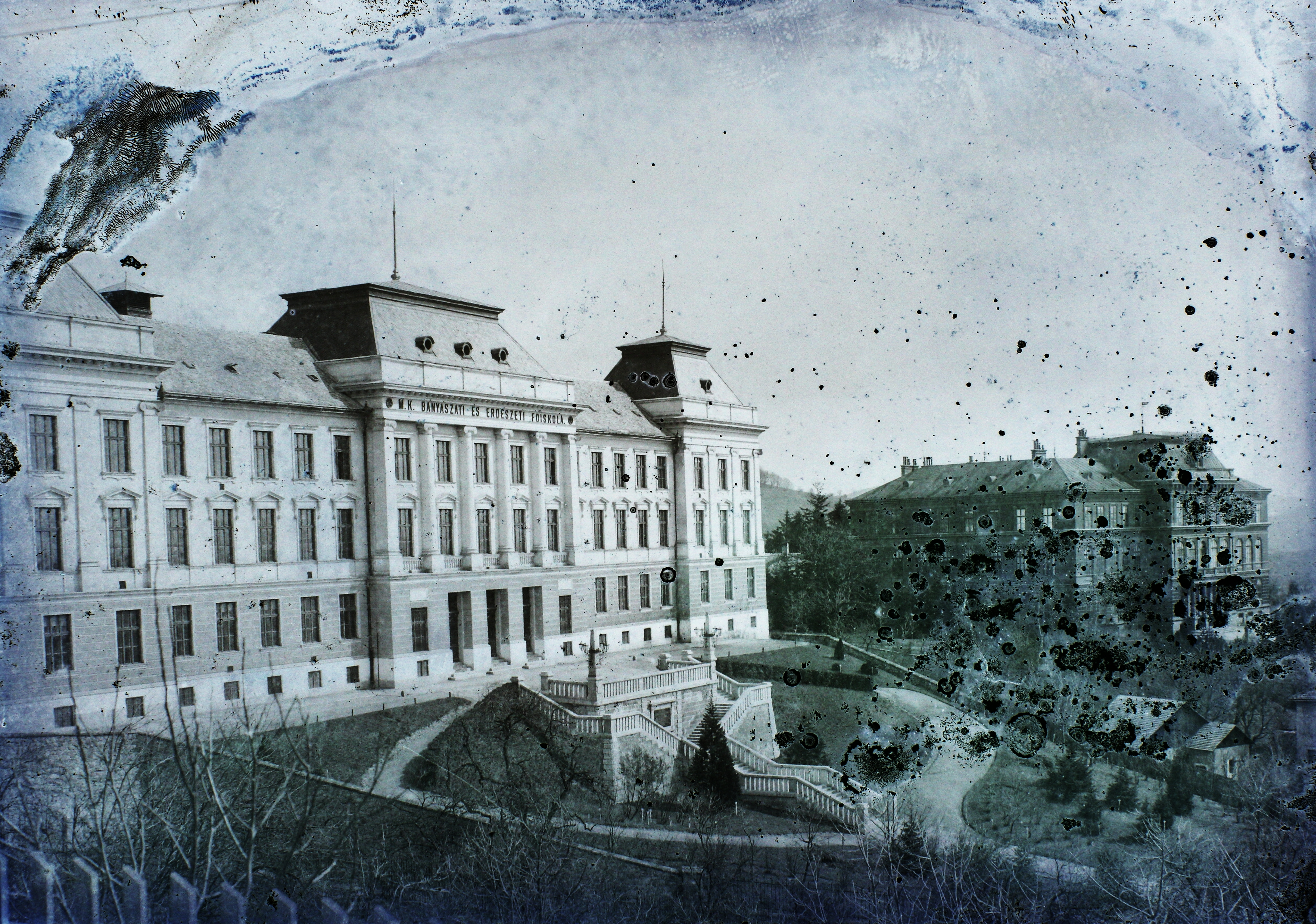
Idem (2e bâtiment principal)
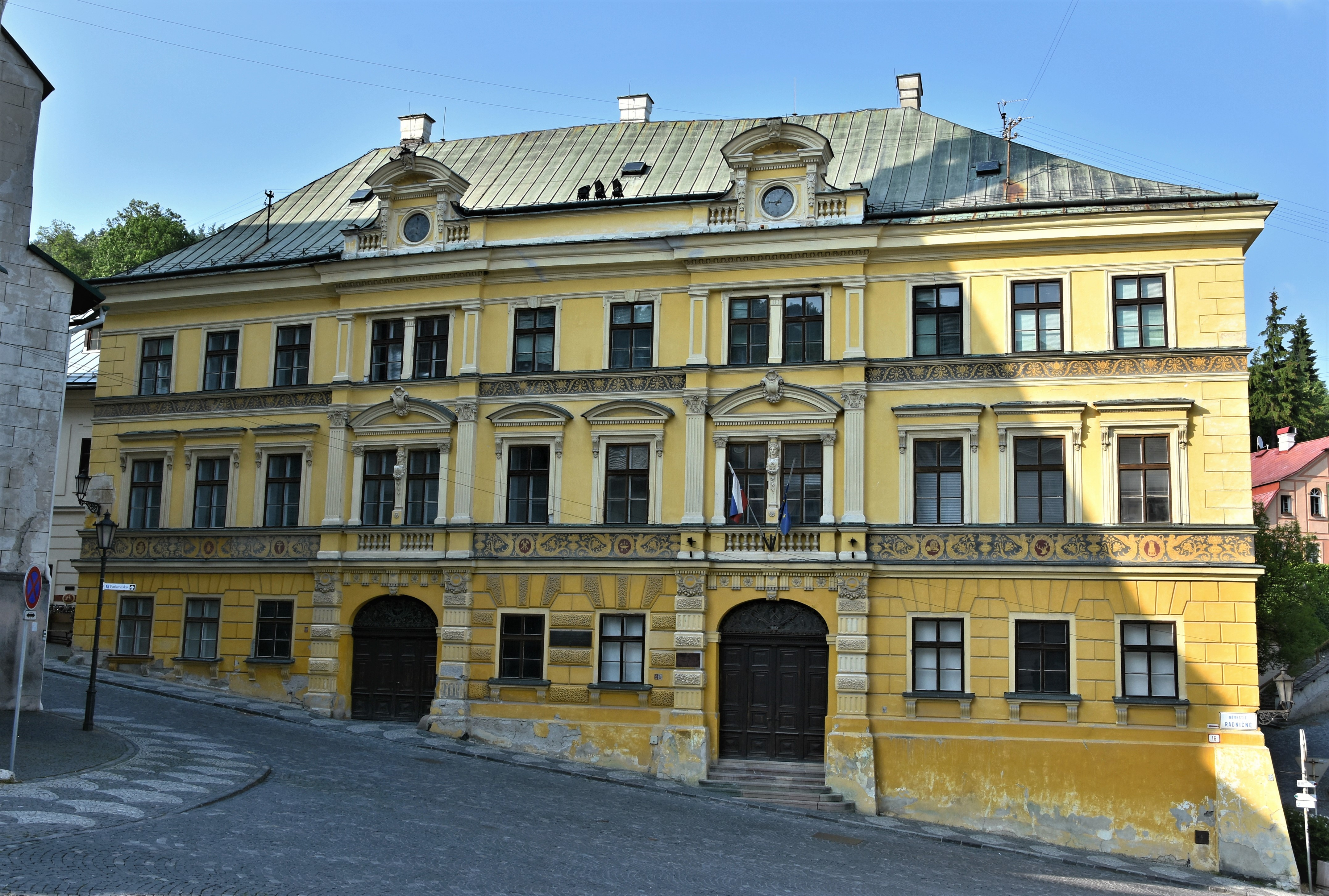
Ancien siège du rectorat à la fin du XIXe siècle, actuel centre des archives
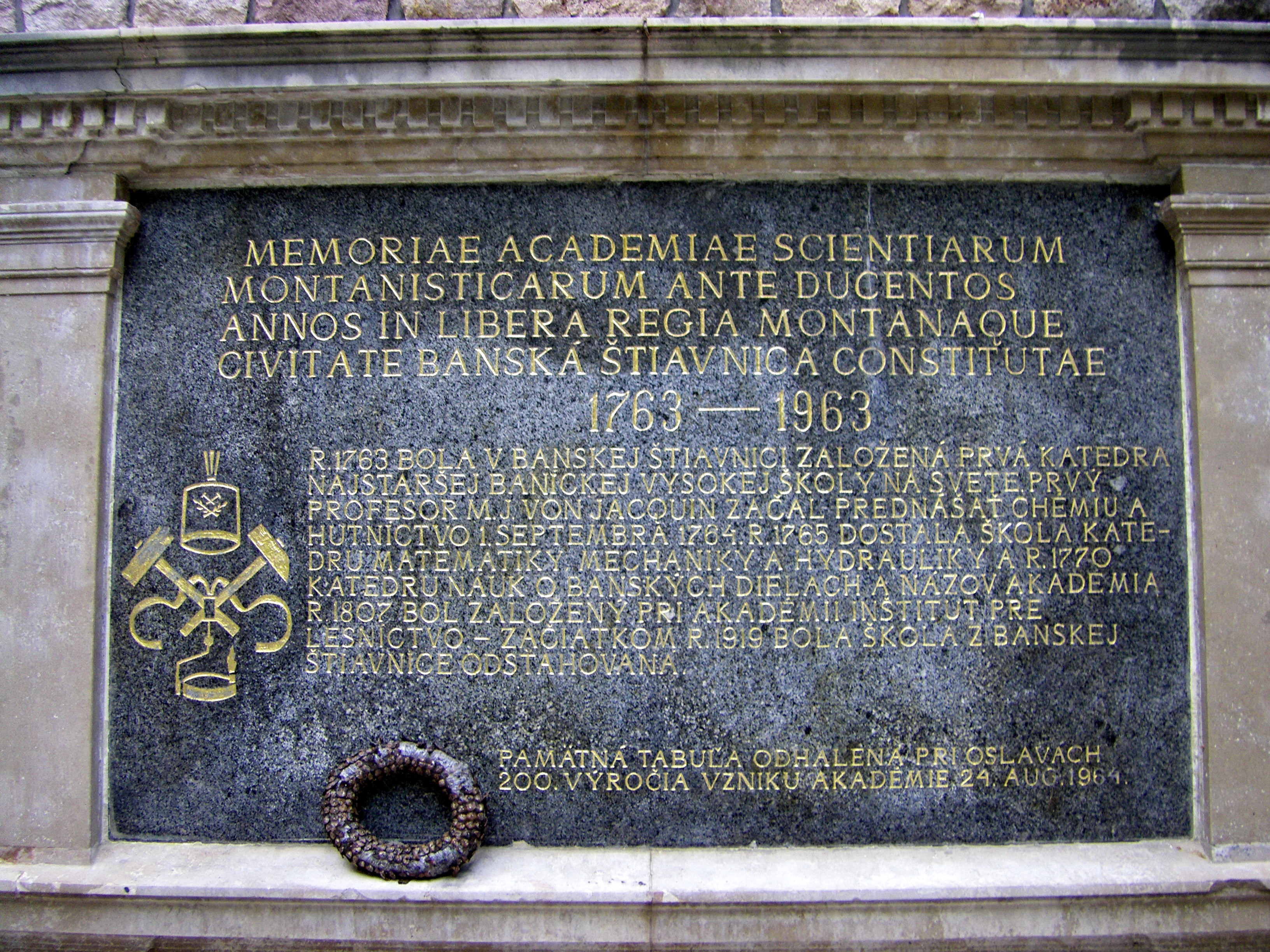
Plaque commémorative pour le bicentenaire de la fondation de l'Académie en 1963
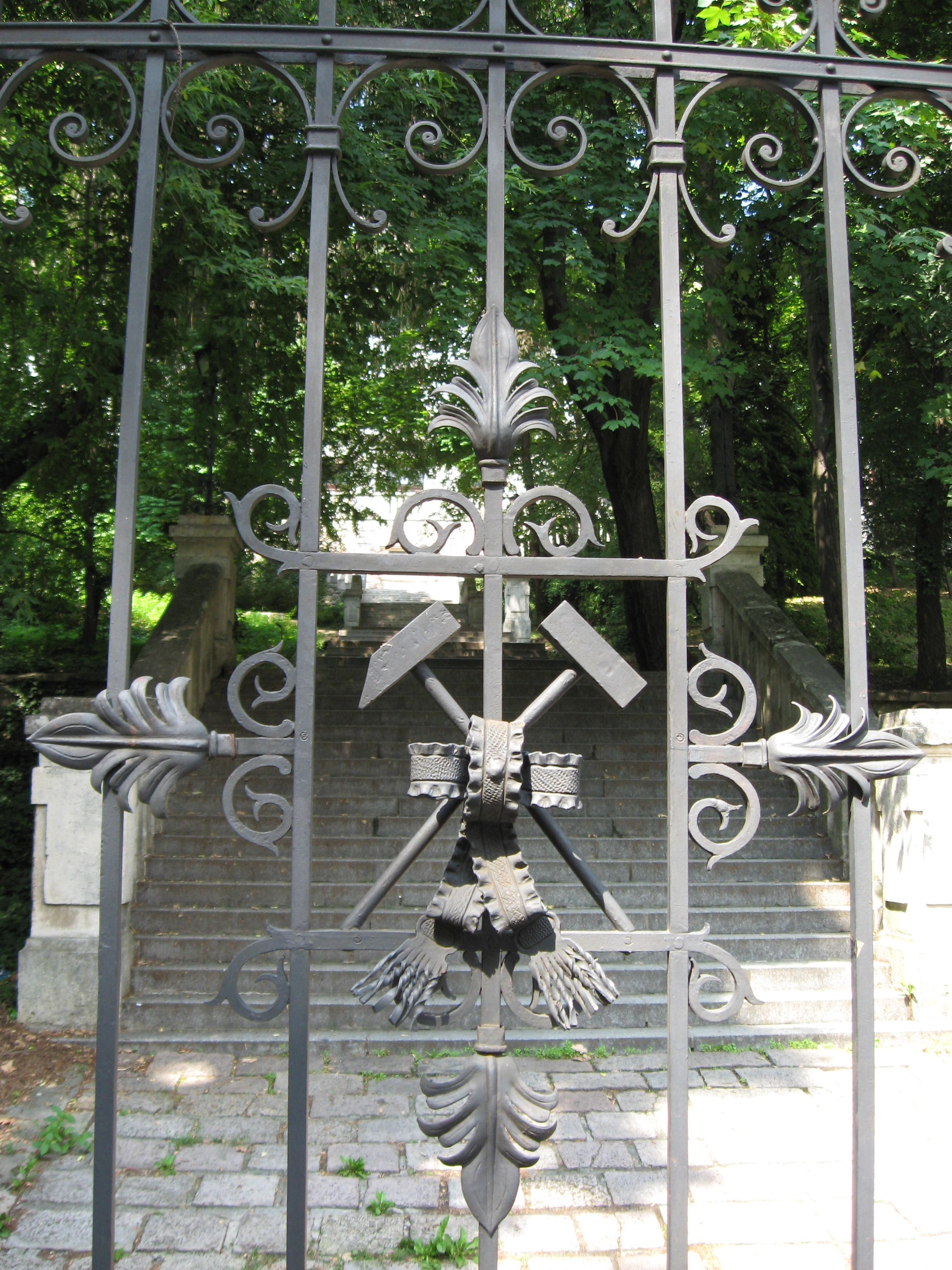
Détail de la grille d'entrée
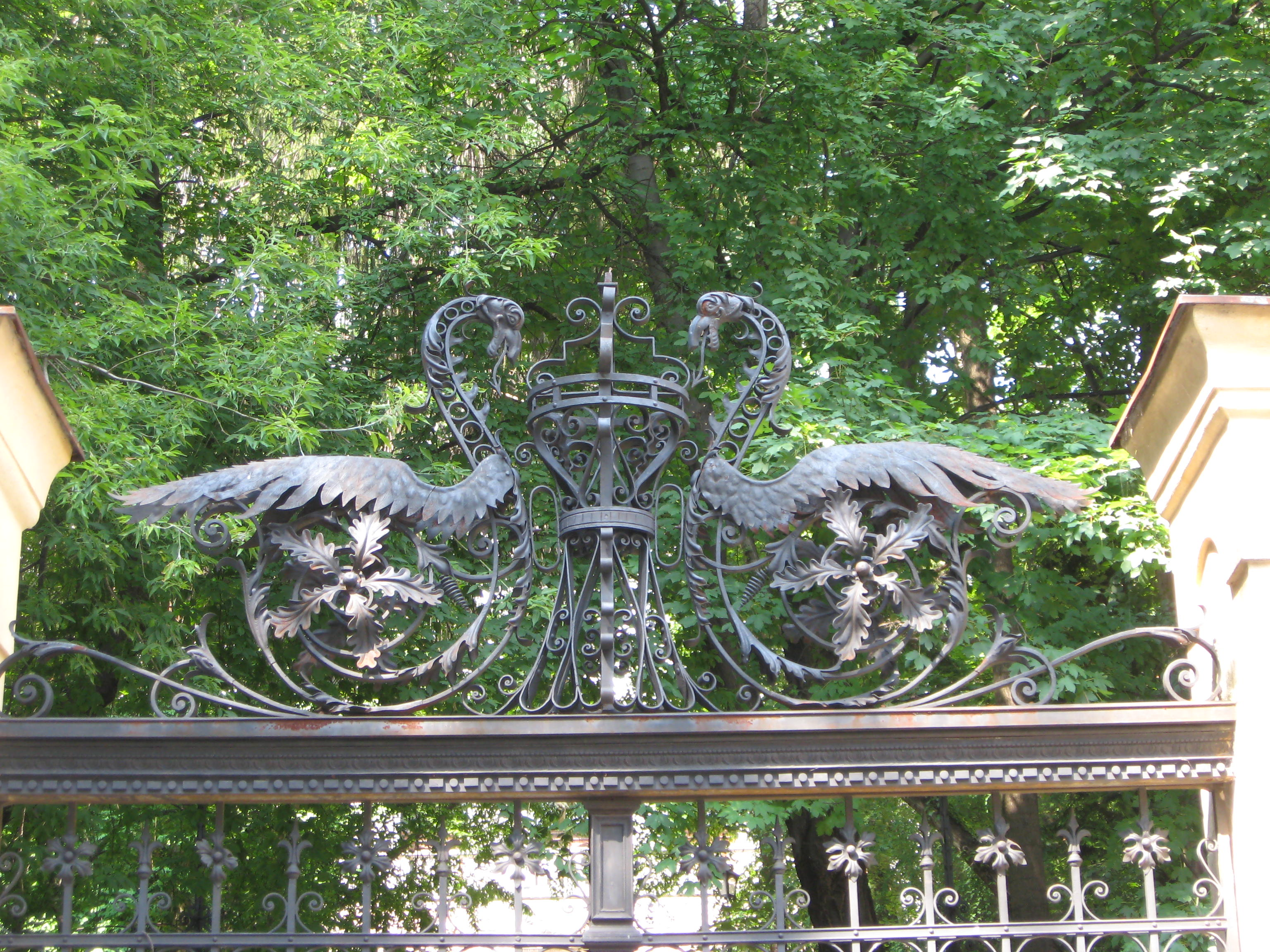
Idem